# Рафаил (Карелин)
Архимандри́т Рафаи́л (груз. არქიმანდრიტი რაფაელი, в миру Русла́н Никола́евич Каре́лин; род. 28 декабря 1931 года, Тбилиси, Грузинская ССР) — священнослужитель Грузинской православной церкви, архимандрит, духовный писатель. Автор множества книг о духовной жизни, книг и статей нравственного и аскетического характера, полемических сочинений, проповедей, а также воспоминаний о подвижниках благочестия, которых он лично знал.

## Биография
Родился 28 декабря 1931 года в Тбилиси, в семье инженера и учительницы.
Сразу после получения высшего образования оставил мирскую жизнь и выбрал монашество.

### Монашество и сан
По собственному признанию, его всегда особенно интересовала правда, истина, были скучны многие детские игры. Когда мать водила его в детстве в цирк, то перевернутые зеркала как образ лжи и шутовства вызывали у него не улыбку, а грусть. Поэтому почти естественным путём для него была монашеская жизнь.
В 1954 году был пострижен в монахи и в этом же году рукоположен в иеродиакона и иеромонаха. Вскоре после рукоположения служил в храме святого великомученика Георгия Победоносца в с. Илори близ г. Очамчиры, Абхазской АССР (Грузинская ССР). В илорский период о. Рафаил какое-то время совершал по просьбе прихожан отчитки бесноватых, и состояние аффекта с недюжинной силой больных и ненависть их ко всему в христианстве заставили его задуматься об особой демонической реальности, враждебной светлым силам.

### В Сухуми
Позднее служил в Преображенской кладбищенской церкви в пригороде Сухуми. В сухумский период будущий архимандрит встретил первого духовного отца — глинского старца архимандрита Серафима (Романцова) (в 2010 году канонизированного), прославившегося особой духовной опытностью, чуткостью к людям и настоящей евангельской любовью. Святой особым образом умел замаскировать любовь и заботу о людях умеренной строгостью, чем и отводил от себя неразумных поклонников. Серафим прославился также тем, что после закрытия Глинской пустыни в 1961 году, где служил 12 лет, в Киргизии жил в непрестанной молитве и сидением ему служил простой камень. Близко знаком отец Рафаил был также с митрополитом Тетрицкаройским Зиновием (Мажугой), канонизированным в 2010 году, известным любовью к Иисусовой молитве и сумевшим сочетать бурную административную деятельность с постоянной молитвой.

### Преподавательская деятельность
С 1975 года преподавал в Мцхетской духовной семинарии славянский язык и временно исполнял обязанности инспектора.
В 1980-х годах Рафаил посещал святые места в России, монастыри, особенно Псково-Печерский монастырь. Духовником его стал схиигумен Савва. Схиигумен Савва получил техническое образование и после работы инженером на заводе поступил в монастырь, где со временем получил славу человека, познавшего истинную любовь к людям. Известны несколько случаев исцелений тяжело больных людей по его молитвам уже при его жизни. Схиигумен Савва благословил его писать на духовные темы. Затем отец Рафаил преподавал в Тбилисской духовной академии в разное время славянский язык, историю религии, богословие и аскетику.
Последним местом его священнической службы был храм святого благоверного князя Александра Невского в Тбилиси. С 1988 года в силу ослабшего здоровья (снижение зрения) находится на покое и занимается литературной деятельностью. На его сайте karelin-r.ru размещены труды автора богословской и полемической направленности.

## Литературная деятельность
- Икона «Слава Грузинской Православной Церкви». Салоники, 1994.
- О теософии. Салоники, 1995.
- Мистика земного времени. СПб., 1997.
- Две проповеди. Москва, 1997.
- Проповеди. Москва, 1997.
- О языке православной иконы. — СПб. : Сатисъ, 1997. — 67 с. — (Основы иконознания). — ISBN 5-7868-0094-6
- Великие христианские праздники. — СПб. : Новый город, 1997. — 92 с. — ISBN 5-88783-011-5
- Казнь над нерожденными : О страшном грехе аборта. — СПб. : Новый город, 1998. — 22 с. — ISBN 5-88783-020-4
- Вызов новомодернизма : Об искажениях истины в богосл. опытах диакона Андрея Кураева. — М. : Лествица, 1999. — 96 с.
- Христианство и модернизм. — М. : Изд-во Моск. подворья Св.-Троиц. Сергиевой лавры, 1999. — 462 с. — ISBN 5-7789-0060-0
  - Христианство и модернизм. — Москва : Изд-во Московского подворья Свято-Троицкой Сергиевой Лавры, 2010. — 462 с. — ISBN 978-5-7789-0060-8
- Церковь и мир на пороге Апокалипсиса. Москва, 1999. ISBN 5-7789-0059-7
  - Церковь и мир на пороге апокалипсиса. — Москва : Изд-во Московского подворья Свято-Троицкой Сергиевой лавры, 2010. — 379 с. — ISBN 978-5-7789-0059-7
- Путь христианина : Проповеди. — М. : Изд-во Моск. подворья Св.-Троиц. Сергиевой лавры, 1999. — 389 с. — ISBN 5-7789-0055-4
  - Путь христианина : Проповеди. — М. : Изд-во Моск. подворья Св.-Троиц. Сергиевой лавры, 2000. — 389 с. — ISBN 5-7789-0055-4
- Падение гордых : Кн. священномученика Киприана Карфагенского «Книга о единстве Церкви» как обличение соврем. расколов. — М. : Изд-во Моск. подворья Св.-Троиц. Сергиевой лавры, 2000. — 122 с. — ISBN 5-7789-0080-5
- Узаконенное беззаконие. Киев, 2001.
- В аду на земле. — [Звенигород] : Саввино-Сторожев. ставропиг. муж. монастырь ; М. : Благо, 2001. — 160 с. — ISBN 5-7902-0121-0
- Тайна спасения : Беседы о духов. жизни. Из воспоминаний. — М. : Изд-во Моск. подворья Свято-Троиц. Сергиевой лавры, 2001. — 346 с. — ISBN 5-7789-0117-8
  - Тайна спасения : Беседы о духов. жизни. Из воспоминаний. — 2. изд., испр. и доп. — М. : Изд-во Моск. Подворья Свято-Троицкой Сергиевой Лавры, 2002 (ГУП Смол. полигр. комб.). — 413 с. — ISBN 5-7789-0134-8
  - Тайна спасения : Беседы о духов. жизни. Из воспоминаний. — М. : Изд-во Моск. подворья Свято-Троиц. Сергиевой Лавры, 2002. — 413 с. — ISBN 5-7789-0134-8
  - Тайна спасения; Из воспоминаний : Беседы о духов. жизни. — М. : Изд-во Моск. подворья Св.-Троиц. Сергиевой лавры, 2004. — 413 с. — ISBN 5-7789-0134-8
  - Тайна спасения: беседы о духовной жизни ; Из воспоминаний. — Москва : Изд-во Московского подворья Свято-Троицкой Сергиевой лавры, 2011. — 413 с. — ISBN 978-5-7789-0134-6
  - Тайна спасения. — Москва : Апостол веры, 2015. — 316 с. — ISBN 978-5-9906668-0-1
  - Тайна спасения. — Москва : Апостол веры, 2016. — 316 с. — ISBN 978-5-9906668-0-1
  - Тайна спасения: беседы о духовной жизни : из воспоминаний. — Москва : Изд-во Московского подворья Свято-Троицкой Сергиевой Лавры, 2018. — 413 с. — ISBN 978-5-7789-0321-0. — 4 000 экз.
- Какое согласие между Христом и … профессором А. И. Осиповым? : О догмат. заблуждениях преподавателя МДАиС. — [Б.м.] : Крест св. Нины, 2002. — 31 c.
- Православие одного дня. Тбилиси, 2003.
- Ещё раз о еретических заблуждениях профессора МДА А. И. Осипова. Москва, 2003.
- Наш календарь: О проблеме летоисчисления. — Москва: Лествица, 2003. — 32 с. — 10 000 экз.
- Векторы духовности. Москва, 2003.
- Умение умирать, или искусство жить : О памяти смерт., заповедях божиих и послушании, а также иных предметах душеполезных. — М. : Изд-во Моск. подворья Свято-Троиц. Сергиевой лавры, 2003 (ОАО Тип. Новости). — 445 с. — ISBN 5-7789-0164-X
  - Умение умирать, или Искусство жить : о памяти смертной, заповедях божиих и послушании, а также иных предметах душеполезных. — М. : Изд-во Моск. подворья Свято-Троиц. Сергиевой лавры, 2004. — 445 с. — ISBN 5-7789-0164-X
  - Умеће умирања или уметност живљења; Путокази савремених духовности; прев. с рус. Марина Тодић, Мирослав Голубовић. — Београд : Православна мисионарска школа при Храму Светог Александра Невског, 2004. — 397 с. — (Библиотека Образ светачки; књ. 75). — ISBN 86-83815-52-8
  - Умение умирать, или искусство жить. О памяти Смертной, заповедях Божиих и Послушании, а также иных предметах душеполезных. — Москва : Изд-во Московского подворья Свято-Троицкой Сергиевой Лавры, 2007. — 445 с. — ISBN 5-7789-0164-X
  - Умение умирать, или Искусство жить : о памяти смертной, заповедях Божиих и послушании, а также иных предметах душеполезных. — Москва : Изд-во Московского подворья Свято-Троицкой Сергиевой Лавры, 2009 (Н. Новгород : Нижполиграф). — 445 с. — ISBN 5-7789-0164-X
  - Умение умирать, или Искусство жить : о памяти смертной, заповедях Божиих и послушании, а также иных предметах душеполезных. — Москва : Изд-во Московского Подворья Свято-Троицкой Сергиевой Лавры, 2010. — 445 с. — ISBN 5-7789-0164-X
  - Умение умирать, или искусство жить: о памяти смертной, заповедях Божиих и послушании, а также иных предметах душеполезных. — Москва : Изд-во Московского подворья Свято-Троицкой Сергиевой лавры, 2011. — 445 с. — ISBN 978-5-7789-0164-3
- В поисках истины. — Саратов: Издательство Саратовской епархии, 2004. — 352 с. — ISBN 5-98599-014-1.
  - В поисках истины : беседы о духов. жизни. — Саратов : Изд-во Саратов. епархии, 2005 (ОАО Тип. Новости). — 350 с. — ISBN 5-98599-010-9
- Как вернуть в семью потерянную радость. Санкт-Перебург, 2004.
- Культ и культура в истории человеческого сознания. Санкт-Перебург, 2004.
- О духовном делании. Москва, 2004.
- Вся жизнь в нашем мире — хождение по водам. — Москва: Издательство имени святого Игнатия Ставропольского, 2005. — 48 с. — 9000 экз.
- Путь Христианина : слова и беседы. — М. : Изд-во Моск. Подворья Свято-Троиц. Сергиевой Лавры, 2005 (ОАО Тип. Новости). — 589 с. — ISBN 5-7789-0198-4
  - Путь христианина : слова и беседы. — Москва : Изд-во Московского Подворья Свято-Троицкой Сергиевой Лавры, 2007. — 589 с. — ISBN 5-7789-0198-4
  - Путь христианина: слова и беседы. — 2-е изд., испр. и доп. — Москва : Изд-во Московского Подворья Свято-Троицкой Сергиевой Лавры, 2010. — 589 с. — ISBN 5-7789-0198-4
- О вечном и преходящем: сборник статей. — Москва : [ПолиграфАтельеПлюс], 2007. — 589 с. — ISBN 978-5-903620-01-2
  - О вечном и преходящем: [сборник статей]; [предисл. А. Г. Дунаева]. — Изд. 2-е. — Москва : ПолиграфАтельеПлюс, 2011. — 589 с. — ISBN 978-5-903620-03-6
- На камени веры : вопросы и ответы. — Самара : Самарский Дом печати, 2007. — 351 с. — ISBN 978-5-7350-0416-5
- Дыхание жизни : о молитве. — Саратов : Изд-во Саратовской епархии, 2007. — 286 с. — ISBN 978-5-98599-046-1
  - Дыхание жизни : о молитве. — Саратов : Изд-во Саратовской епархии, 2009. — 286 с. — ISBN 978-5-98599-061-4
- На пути из времени в вечность : воспоминания. — Саратов : Изд-во Саратовской епархии, 2008. — 591 с. — ISBN 978-5-98599-050-8
  - На пути из времени в вечность : воспоминания. — Саратов : Изд-во Саратовской епархии, 2008. — 589 с. — ISBN 978-5-98599-056-0
- Море житейское: ответы на вопросы читателей. — Москва : Изд-во Московского подворья Свято-Троицкой Сергиевой Лавры, 2008. — 349 с. — ISBN 978-5-7789-0229-8
  - Море житейское: ответы на вопросы читателей. — Москва : Изд-во Московского подворья Свято-Троицкой Сергиевой Лавры, 2011. — 349 с. — ISBN 978-5-7789-0229-9
- Да никтоже прельстит вас : вопросы и ответы. — Самара : Самарский дом печати, 2008. — 351 с. — ISBN 978-5-7350-0428-8
- Церковь и интеллигенция. — Саратов : Изд-во Саратовской епархии, 2009. — 318 с. — ISBN 978-5-98599-041-6
- Тайна сия велика есть: вопросы и ответы о семейной жизни. — Самара : Самарский дом печати, 2010. — 350 с — ISBN 978-5-91866-006-5
  - Тайна сия велика есть: вопросы и ответы о семейной жизни. — Самара : Самарский дом печати, 2011. — 350 с. — ISBN 978-5-91866-006-5
- Тайна приближения к Богу. Тбилиси, 2011
- О современных заблуждениях : богословские статьи. — Москва : Православное миссионерское общество имени прп. Серапиона Кожеозерского, Можайск: Можайский полиграфический комбинат, 2012. — 39 с.
- «Приидите, чада, послушайте меня». Москва, 2013
- «Совет свой» душе христианской: Вопросы и ответы. — Москва : Православный приход храма Святаго Духа сошествия на Лазаревском кладбище : Сестричество во имя свт. Игнатия Ставропольского, 2013. — 350 с. — ISBN 978-5-98891-608-6
- Врачевство духовное. Ответы на вопросы читателей. — Москва: Московское подворье Свято-Троицкой Сергиевой Лавры, 2015. — 480 с. — 7500 экз. — ISBN 978-5-7789-0298-5.
- Спасение во многом совете. Вопросы и ответы. — Москва: Приход храма Святаго Духа сошествия, 2018. — 352 с.
- Ей, гряди, Господи Иисусе! — Москва : [б. и.], 2018. — 471 с. — (Серия «Пророчества святых отцов и подвижников благочестия о последних временах»). — ISBN 978-5-9500967-7-8 — 550 экз.
- Наша вера — православная. — Москва : Церковно-ист. о-во, 2018. — 393 с. — ISBN 978-5-604-16400-6 — 550 экз.
- В чём истинная жизнь. Книга о молитве. — Москва : Церковно-историческое о-во, 2019. — 569 с. — (На пажити духовной). — ISBN 978-5-604-29451-2. — 500 экз.
- О времени, смерти и вечной жизни. — Москва : Церковно-ист. о-во, 2019. — 411 с. : портр.; 17 см. — (Серия «На пажити духовной»).; ISBN 978-5-604-29455-0 : 500 экз.
- Истинная жизнь — во Христе : о молитве в вопросах и ответах. — Москва : Церковно-историческое общество, 2020. — 531 с. — ISBN 978-5-604-45612-5
- Песнь о чётках. — Москва : Церковно-историческое общество, 2020. — 75 с. — ISBN 978-5-604-45610-1 — 2000 экз.

- რას წარმოადგენს «იეღოვას მოწმეების» სექტის სწავლება; [თარგმნა რუსუდან ბუაჩიძემ]. — თბ. : კიდევაც დაიზრდებიან, 1993 (სტ. N1). — 45 გვ. ; 16 სმ.. — ფ.ა., 15000 ც.
  - «იეღოვას მოწმეების» სექტის შესახებ; [მთარგმნ.: რუსუდან ბუაჩიძე]. — თბ. : ხომლი, 1995 (ს/ს «პირველი სტამბა»). — 48გვ. ; 20სმ.. — სახელშეკრ. ფასი, 20000ც.
- საუბრები მართლმადიდებლობაზე; [თარგმნა რუსუდან ბუაჩიძემ]. — თბ. : კიდევაც დაიზრდებიან, 1994 (სტ. N1). — 152გვ. ; 20სმ.. — [ფ.ა.], 5000 ც.
  - საუბრები მართლმადიდებლობაზე; [თარგმნა რუსუდან ბუაჩიძემ]. — თბ. : მთარგმნელი, 1997 (ს/ს «პირველი სტამბა»). — 20 სმ.
- სისხლი ღაღადებს : ტექსტი შედგ. არქიმანდრიტ რაფაელის წერილების მიხედვით და მასში შეტანილია ცვლილებები / მთარგმნ. მანანა ჩიქვანაია ; რედ. მღვდელი ანდრია ბოროდა. — [ად.ა.] : Gnosis, 1995 («ორთოდოქსოს კიფსელი»). — 16 გვ. ; 20 სმ.
- ტრაგიკული შეცდომა, რომელიც შეიძლება გამოსწორდეს : (საქართველოს ეკლესიაში დღეს მიმდინარე პროცესების განმარტებისათვის). — თბ., 1997. — 20 სმ.
- ქადაგებები, სტატიები; თარგმნა ია მელიქიძემ. — თბ., 1998 (ს/ს «პირველი სტამბა»). — 20 სმ.
- მორჩილების საიდუმლო; [მთარგმნ.: ვლადიმერ ჩხიკვაძე ; რედ.: ქეთევან მამასახლისი]. — თბილისი, 2004. — 28 გვ. ; 20 სმ.. — წიგნიდან: «Умение умирать, или искусство жить». — დაიბეჭდა… რუისისა და ურბნისის მიტროპოლიტის იობის ლოცვა-კურთხევით. — [ფ.ა.]
- სულიერი ღვაწლის შესახებ; [თარგმნა ვლადიმერ ჩხიკვაძემ ; რედ.: ბესარიონ მენაბდე]. — თბ., 2005. — 44გვ. ; 20 სმ.
- მადლის მოხვეჭის შესახებ. — თბ., 2005. — 16გვ. ; 14სმ.
- გადარჩენის საიდუმლო : [მოგონებები მე-20 ს. საქართველოში მოღვაწე ბერ-მონაზონთა ცხოვრების შესახებ]; თარგმნა: ეკატერინე სალაყაიამ. — თბ., 2006. — 20 სმ.
- სთვის გვითმენს უფალი?! [მთარგმნ.-შემდგ.: ნინო გულიაშვილი ; იბეჭდება ბათუმისა და სხალთის მთავარეპისკოპოსის მეუფე დიმიტრის (შიოლაშვილი) ლოცვა-კურთხევით]. — თბილისი : მალხაზ გულაშვილი, 2006. — 341 გვ. ; 16 სმ.. — ISBN 99940-58-37-1
- ხატი «დიდება საქართველოს საკათოლიკოსო ეკლესიისა»; [იბეჭდება ბათუმისა და სხალთის მთავარეპისკოპოს დიმიტრის (შიოლაშვილი) ლოცვა-კურთხევით ; თარგმნა ია მელქაძემ ; მხატვ. მარიამ ჩხაიძე]. — თბ. : [კვირიაკე], 2006. — 88გვ. : ილ. ; 20სმ.
- შორიდან მომდინარე ნათელი : სიკვდილის ხსოვნაზე, ღვთის მცნებებსა და მორჩილებაზე, ასევე სულისთვის სასარგებლო სხვა საკითხებზე; [იბეჭდება მიტროპოლიტ დიმიტრის (შიოლაშვილი) ლოცვა-კურთხევით ; წინასიტყვ. მღვდელი ირაკლი ჭინჭარაული ; თარგმ. ნინო გულიაშვილი ; რედ. ქეთევან უგრეხელიძე ; გარეკანის ფოტო ლელა ასკურავა]. — მე-2 შევს. გამოც.. — თბ. : [ნინო გულიაშვილი], 2008. — 392გვ. ; 20სმ.. — შენიშვნები: გვ. 384—389. — ISBN 978-9941-0-0760-6
- ჭეშმარიტების ორიენტირები : საუბრები და კითხვა-მიგებანი; [მთარგმნ.-შემდგ. ნინო გულიაშვილი ; რედ. თეა პაიჭაძე ; გარეკანის ფოტო ლელა ასკურავა ; იბეჭდება ბათუმისა და ლაზეთის მიტროპოლიტის დიმიტრის (შიოლაშვილი) ლოცვა-კურთხევით]. — თბ. : მალხაზ გულაშვილი, 2008. — 372 გვ. ; 20 სმ.. — შენიშვნები: გვ. 345—369. — ISBN 978-9941-0-0401-8
- TV და კომპიუტერი : მათი გავლენა ადამიანზე : ეკრანი და ჩვენი ბავშვები. — თბ. : უნივერსალი, 2009. — 72გვ. ; 20 სმ. — ISBN 978-9941-12-858-5
- მართლმადიდებლობა და ამა სოფლის ცდომილებანი / თარგმ. რუს. რუსუდან ბუაჩიძე ; თარგმანის რედ. ანა ხარანაული ; მხატვ.: მარიამ ჩხაიძე, რომან მახარაძე, გარეკანის მხატვ. ზურაბ მანწკავა ; [დაიბეჭდა ბათუმისა და ლაზეთის მიტროპოლიტ დიმიტრის (შიოლაშვილი) ლოცვა-კურთხევით ; გამოსაც. მოამზადა დეკანოზმა ზაქარიამ (მარგალიტაძე)]. — თბ. : მერიდიანი, 2009. — 20 სმ. ISBN 978-9941-10-105-2 (Православие и соблазны мира сего)
- ღირსი მამების — ბარსანუფი დიდის და იოანეს სულიერი ცხოვრების სახელმძღვანელო : (პასუხები მოწაფეთა შეკითხვებზე) : თარგმანი რუსულიდან / მთარგმნ. იღუმენი რაფაელი (ხელაშვილი) ; რედ. ნანა მამულაშვილი. — [ად.ა.] : გურჯაანის ყოვლადწმიდის მონასტერი : [ი/მ «ბესიკ ბოგველი»], 2010. — 20 სმ.
- როგორ დავიბრუნოთ ოჯახში დაკარგული ბედნიერება; [მთარგმნ. ქ. ბაცაცაშვილი ; რედ. თ. პაიჭაძე ; იბეჭდება ბათუმისა და ლაზეთის მიტროპოლიტის, ჩრდ. ამერიკისა და კანადის ქართ. სამრევლოების მმართველის დიმიტრის (შიოლაშვილი) ლოცვა-კურთხევით]. — თბ. : მერიდიანი, 2010. — 224გვ. ; 20სმ.. — ტექსტში გამოყენებულია მე-9 წერილის, «მოკლული ჩვილის საუბარი მის მკვლელთან», თარგმანი წიგნიდან «გამოუცხადებელი დემოგრაფიული ომი საქართველოს წინააღმდეგ».. — ISBN 978-9941-10-212-7

- «И сказал Господь: голос крови брата твоего вопиет ко Мне от земли» (Быт. 4, 10) // Путь Православия. М., 1993. — № 2. — C. 228—232.
- Святая Пятидесятница // Путь Православия. М., 1994. — № 3. — C. 5-11.
- Значение славянского языка для православного богослужения // Сети «обновленного православия». — М. : Русский Вестник, 1995. — 256 с. — С. 64—67
- Воздвижение Креста. Крест Господень — в истории и современности // Путь Православия, 1995. — № 4. — C. 5-12.
- «О грехах детоубийства» // Духовный Собеседник. 1997. — № 1 (9).
- «О молитве» // Духовный Собеседник. 1997. — № 2 (10).
- «Монашество и мир», «О фанатизме» // Духовный Собеседник. 1997. — № 3 (11).
- Песнь Богородице // Духовный Собеседник. 1997. — № 4 (12).
- «О единстве» // Духовный Собеседник. 1998. — № 1 (13).
- «О теософии» // Духовный Собеседник. 1998. — № 4 (16).
- «О трех видах света», «Узаконенное беззаконие», «Грузинская Фиваида» // Духовный Собеседник. 1999. — № 3 (19) — 4 (20).
- «Путь, истина и жизнь» // Духовный Собеседник. 2000. — № 2 (22)
- Календарный вопрос // Календарный вопрос: сборник статей / ред.-сост. А. Чхартишвили. — М. : Изд-во Сретенского монастыря, 2000. — 345 с. — С .9-42
- «Падение гордых» // Духовный Собеседник. 2001. — № 1 (25)-2 (26)
- «Встреча в Барганах» // Духовный Собеседник. 2004. — № 1 (37)
- «Свет и тени Екатеринбурга» // Духовный Собеседник. 2005. — № 3 (43) — 4 (44)
- «Выше в горы — ближе к Богу» // Духовный Собеседник. 2006. — № 3 (47)
- «Духовное небо Тбилиси» // Духовный Собеседник. 2006. — № 4 (48)
- О монашеском авангардизме // Благодатный огонь

## Критика
- Зайцев А. А. «Расспроси ближнего твоего прежде, нежели грозить ему»
- Алексей Остальцев Православный романтизм архимандрита Рафаила (текст статьи в блоге Андрея Дудченко - священника Православной церкви Украины, бывшего священника Украинской Православной Церкви Московского патриархата)